# 鳥居清貞
鳥居 清貞（とりい きよさだ、弘化元年〈1844年〉8月 - 明治34年〈1901年〉2月14日）とは、江戸時代末期から明治時代にかけての浮世絵師。

## 来歴
歌川国芳及び三代目鳥居清満の門人。本姓は渡辺、後に斎藤。幼名松次郎、俗称長八。蝶蜂と号す。13歳のとき国芳の門に入って芳郷と称したが、文久元年（1861年）国芳が没したのち三代目清満の門下となった。作画期は安政5年（1858年）から没年の頃にかけてで、明治13年（1880年）喜昇座の新築で奥役となり、主に芝居番付などを描く。享年58、墓所は下谷七軒町の妙顕寺。戒名は顕徳院清貞日果居士。息子に四代目鳥居清忠がいる。

## 作品
- 「王子狐火図」　絹本著色　個人蔵　※款記「よし郷」、国芳一門を表す桐印あり[1]
- 『歌舞伎十八番　九代目市川團十郎』　画帖　早稲田大学演劇博物館所蔵　※壽雙々忠清（十四世長谷川勘兵衛）との合作
- 「大江戸芝居年中行事」　大判錦絵26枚揃　国立国会図書館所蔵　※明治30年（1897年）。 安達吟光との合作